# Lomnice u Sokolova
Lomnice (deutsch Lanz) ist eine Gemeinde in Tschechien und gehört zum Okres Sokolov.

## Geographie

### Geographische Lage
Die Ortschaft liegt in Westböhmen am Fuße des Lomnický vrch (Lanzberg, 492 m), am südlichen Rand des Westerzgebirges, am Bach Lomnický potok (Lanzer Bach), vier Kilometer nördlich von Sokolov (Falkenau an der Eger). Der Lanzer Bach entspringt bei dem Dorf Dolní Nivy (Unter Neugrün), fließt in südlicher Richtung und mündet oberhalb Falkenaus in die Zwota.
Im Südwesten erhebt sich der Svatavský vrch (Steinberg, 508 m) über dem Tal der Svatava.
Im Süden, Westen und Norden wird Lomnice von großen Abraumhalden des Braunkohlenbergbaugebietes im Falkenauer Becken umgeben, östlich liegen Tagebaurestlöcher.

### Gemeindegliederung
Die Gemeinde Lomnice besteht aus den Ortsteilen Lomnice (Lanz) und Týn (Thein). Zu Lomnice gehören außerdem die Wüstungen Lesík (Waldl) und Lvov (Löwenhof).
Das Gemeindegebiet gliedert sich in die Katastralbezirke Lomnice u Sokolova und Týn u Lomnice.

### Nachbargemeinden
Nachbarorte sind Týn (Thein), Horní Nivy (Oberneugrün) und Dolní Nivy (Unterneugrün) im Norden, Horní Rozmyšl (Roßmeißl) und Vintířov (Wintersgrün) im Nordosten, Jehličná (Grasseth), Královské Poříčí (Königswerth) und Sokolov (Falkenau) im Südosten, Svatava (Zwodau) im Süden, Podlesí und Radvanov (Robesgrün) im Südwesten, Josefov (Josefsdorf) im Westen sowie Luh nad Svatavou (Werth) und Boučí (Pichlberg) im Nordwesten.
Die umliegenden Dörfer Lesík (Waldl), Lipnice (Littmitz), Alberov (Albernhof), Lvov (Löwenhof) sowie größtenteils auch Jehličná und Týn fielen dem Braunkohlenbergbau zum Opfer.

## Geschichte

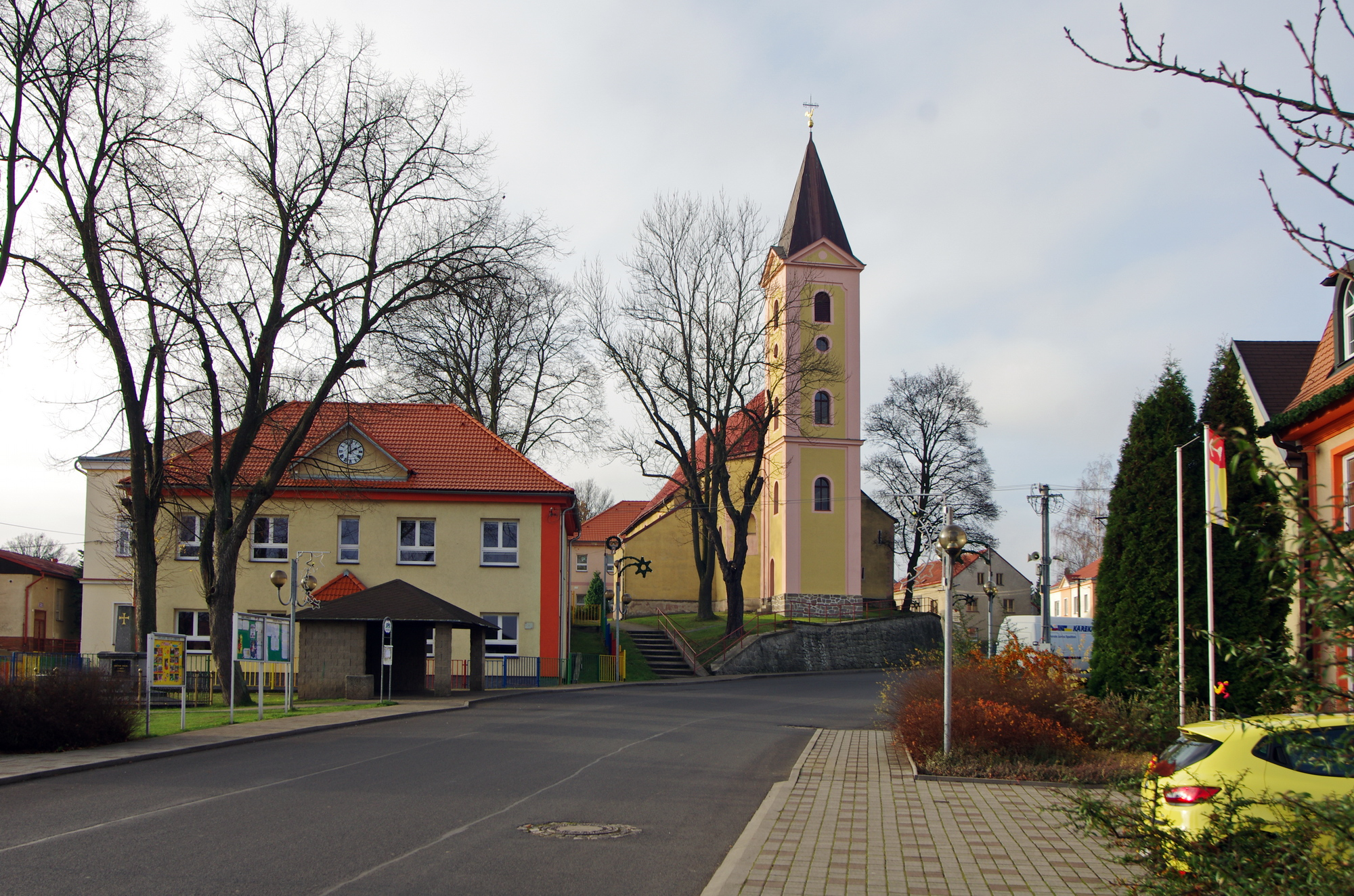
Gebäudekomplex beim Ortszentrum mit Kirche St. Ägidius

Die erste urkundliche Erwähnung des Dorfes Lambs erfolgte 1339, als Nikolaus Winkler von Johann von Luxemburg mit dem zuvor dem Adelsgeschlecht Notthafft gehörigen Ort belehnt wurde. 1407 wurde die Pfarre in Lambs eingerichtet. Ein Jahr später war der Ort der Sitz des Ritters Wenzel von Thein. Im 16. Jahrhundert hatte das Dorf Braurecht und eine Brauerei. Später wurden die Schlicken Besitzer von Lanz. 1633 brach im Ort eine Pestepidemie aus.
Nach dem Dreißigjährigen Kriege verloren die evangelischen Schlicken ihren Besitz; ihn erwarben die Herren von Nostitz. Lanz blieb noch lange evangelisch; erst 1661 erfolgte die Amtseinführung eines katholischen Pfarrers. Um 1840 wurde die Straße von Falkenau nach Graslitz errichtet. Bis zur Mitte des 19. Jahrhunderts, als das Braunkohlenbergwerk St. Josephi-Zeche geteuft wurde, war Lanz ein Bauerndorf, dessen Bewohner vom Hopfenbau lebten. Um 1840 hatte das Dorf 451 Einwohner und bestand aus 61 Häusern.
Nach der Aufhebung der Patrimonialherrschaften bildete Lanz ab 1850 einen Ortsteil der Gemeinde Zwodau im Bezirk Falkenau. 1875 entstand die Gemeinde Lanz.
Nach dem Ersten Weltkrieg wurde die Region 1919 der neu geschaffenen Tschechoslowakei zugeschlagen. In den 1920er Jahren begann der Tagebaubetrieb der Grube Jiří. 1930 hatte die Gemeinde 2099 Einwohner, die überwiegend deutsch waren, 1939 waren es 1913. Aufgrund des Münchner Abkommens wurde die Gemeinde Lanz ins Deutsche Reich eingegliedert und gehörte von 1938 bis 1945 zum Landkreis Falkenau, Regierungsbezirk Eger, im Reichsgau Sudetenland. Nach Ende des Zweiten Weltkriegs wurde der Ort von der Tschechoslowakei übernommen, und es begann die Vertreibung der Deutschen.
Um 1950 erfolgte die Eingemeindung von Týn einschließlich Lesík. Wegen des fortschreitenden Braunkohlenbergbaus der Grube Jiří erfolgte in den 1960er Jahren die Abtragung der Ortsteile Lesík und Lvov einschließlich der Straße von Sokolov nach Kraslice. Ende der 1960er Jahre endete der Grubenbetrieb auf Jiří. Im Jahre 2005 begann der Abbruch des alten Gemeindeamtes; 2006 wurde an seiner Stelle ein Neubau errichtet.

### Einwohnerentwicklung
Bis 1945 war Lanz überwiegend von Deutschböhmen besiedelt, die vertrieben wurden
| ! Jahr | Einwohner | Anmerkungen         |
| ------ | --------- | ------------------- |
| 1785   | 0 k. A.   | 47 Häuser           |
| 1847   | 0451      | in 61 Häusern       |
| 1921   | 1787      | davon 1730 Deutsche |
| 1930   | 2099      | [ 8 ]               |
| 1939   | 1913      | [ 8 ]               |

## Kultur und Sehenswürdigkeiten
- Kirche des Hl. Ägidius, am Dorfplatz. Der ehemals gotische Bau wurde nach einem Brand zu Beginn des 17. Jahrhunderts umgebaut. In der Kirche sind Grabsteine zahlreicher Herrschaftsfamilien.[6]
- Pestsäule, errichtet 1681